# Нидерландские Антильские острова на летних Олимпийских играх 1952
Нидерландские Антильские острова принимали участие в Летних Олимпийских играх 1952 года в Хельсинки (Финляндия) в первый раз за свою историю, но не завоевали ни одной медали.

## Состав олимпийской сборной Нидерландских Антильских островов

### Футбол
Спортсменов — 11

#### Мужчины
Состав команды
Эргилио Хато (GK), Педро Матрона, Вильфред де Лануа, Вильхельм Канворд, Гильермо Грибальди, Эдмундо Виндер, Адриан Брокке, Хорхе Брион, Хуан Бризен, Виллие Хейлигер, Гильермо Крипс.
Запасные: Кай Хелдер, Лео Родригес.
Результаты
Первый раунд
| 21 июля 1952 19:00                          | \| Турция \| 2:1 (1:0) Отчёт \| Нидерландские Антильские острова \| \| Музаффер Токач 9′ · Текин Бильге 76′ (пен.) \| Голы \| Хуан Бризен 79′ \| | Стадион: Лахти Зрителей: 3696 Судья: Карл Йоргенсен |
| Турция                                      | 2:1 (1:0) Отчёт | Нидерландские Антильские острова                    |
| Музаффер Токач 9′ · Текин Бильге 76′ (пен.) | Голы | Хуан Бризен 79′                                     |

Итог: 9-е место